# Piazza della Cattedrale (Dnipro)
'Piazza della Cattedrale (in ucraino Соборна площа?, Soborna plošča; in russo Соборная площадь?, Sobornaja ploščad) si trova a Dnipro, in Ucraina. È la piazza più antica e storicamente importante della città e vi si affacciano monumenti architettonici di rilevanza nazionale.

## Storia

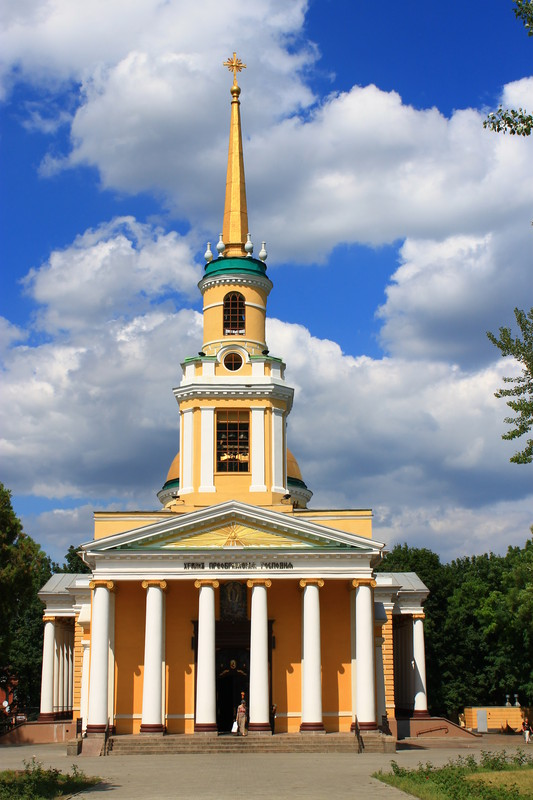
Cattedrale della Trasfigurazione

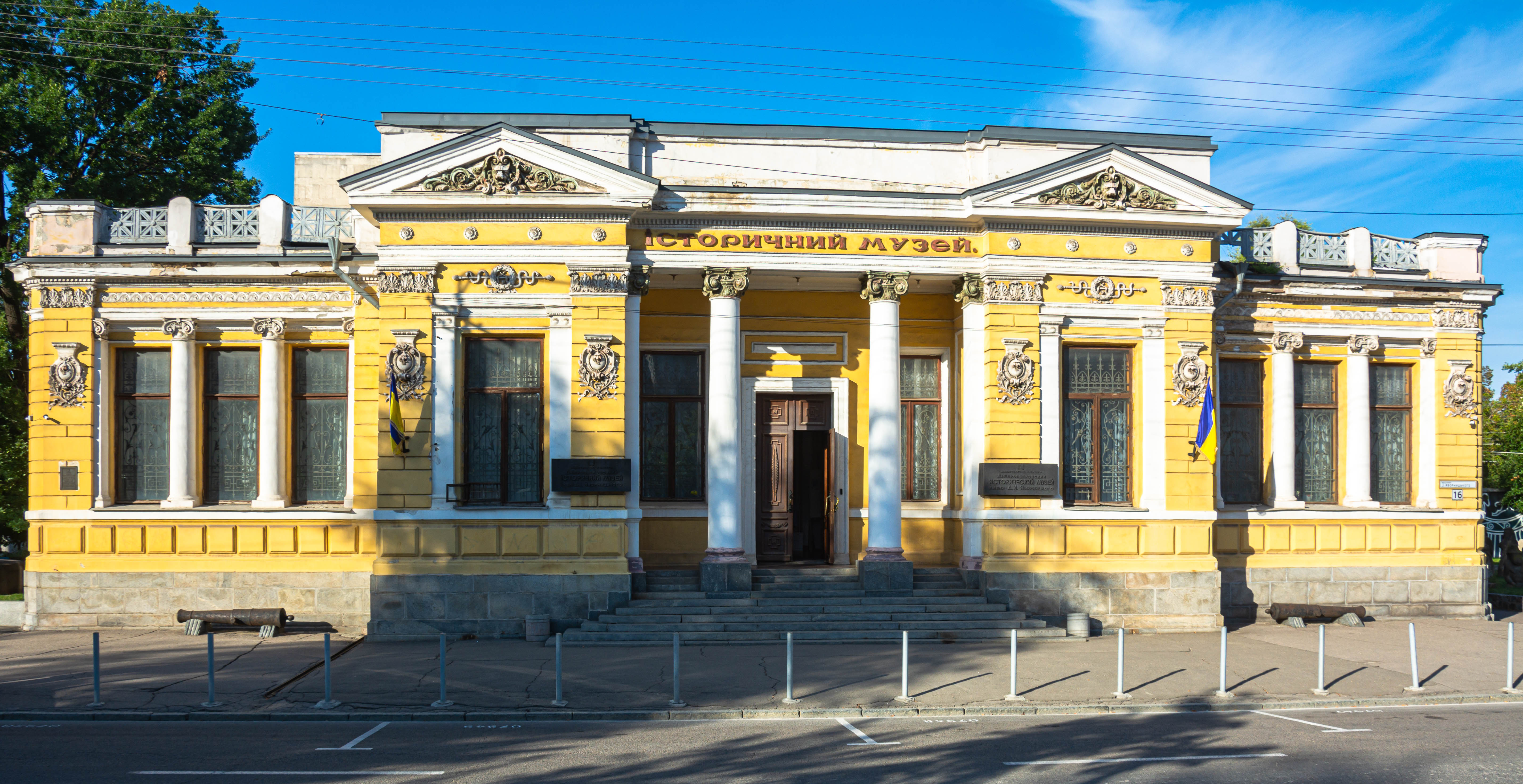
Museo storico di Dnipro

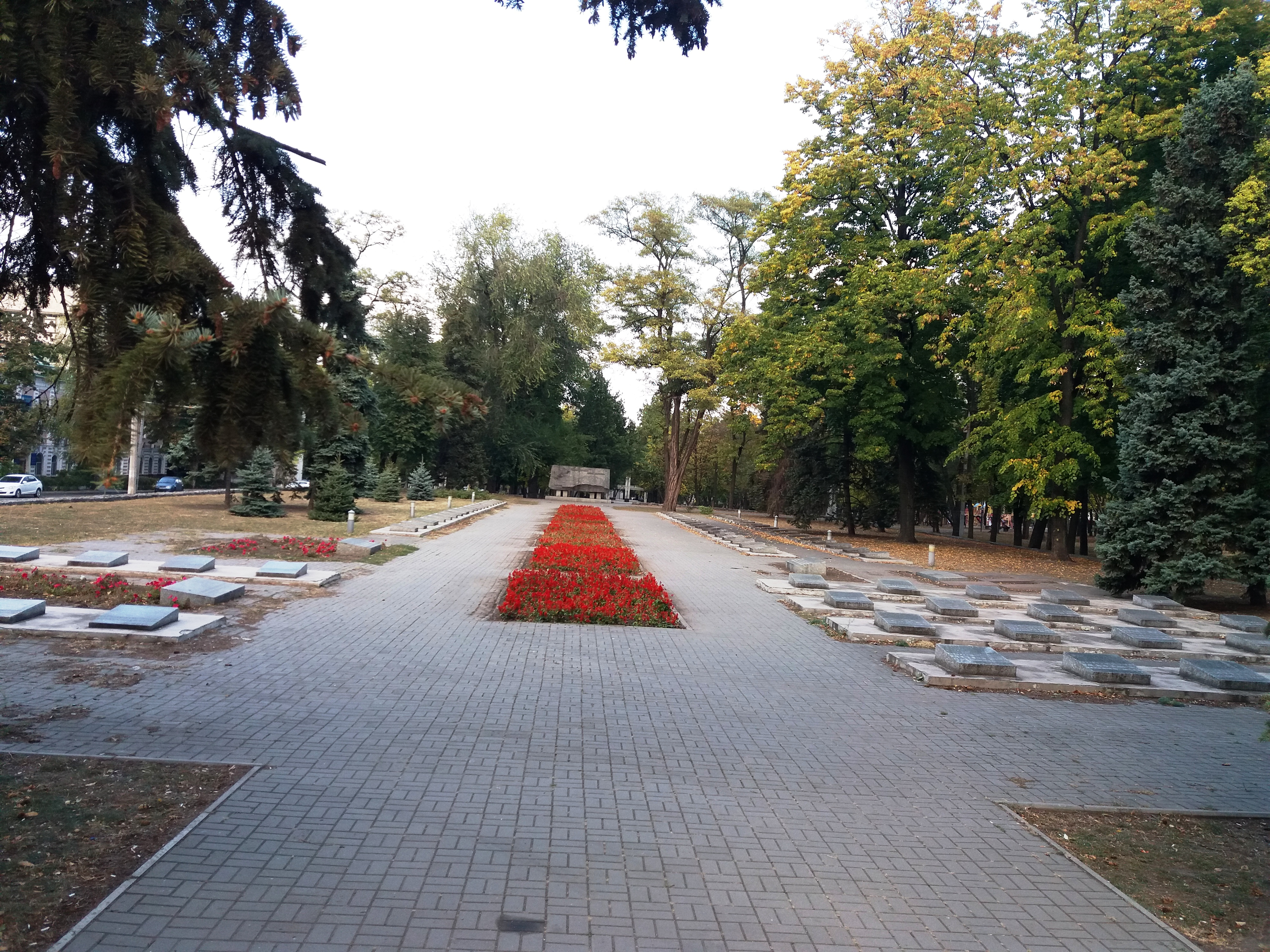
Parte della piazza dedicata al Cimitero sovietico

La piazza, che a lungo ha avuto il nome di Piazza d'ottobre, risale alla fine del XVIII secolo ed è stata interessata da importanti eventi cittadini sin dai tempi dell'Impero russo e poi dell'Unione Sovietica. In origine il territorio della piazza era privo di alberi ed era ricoperto di erba alta. Dalla fine del XIX secolo la principale via di accesso fu scelta per le parate militari. Durante la Rivoluzione d'ottobre la piazza si riempì di migliaia di persone e in seguito fu teatro di varie manifestazioni. Durante i tempi difficili della guerra civile gli alberi furono abbattuti per ottenere legna da ardere e nel 1919 qui si scontrarono l'Armata Rossa e l'Armata Bianca.In quel periodo apparvero nella piazza le prime fosse individuali e comuni. Nel 1921 qui venne celebrato il 60º anniversario della morte di Taras Hryhorovyč Ševčenko.

## Descrizione
La piazza della Cattedrale di Dnipro è una delle più grandi al mondo e raggiunge i 12 ettari di estensione.

## Luoghi d'interesse
- Cattedrale della Trasfigurazione, monumento che dà il nome recente alla piazza. Voluta dall'imperatrice Caterina II di Russia e dall'imperatore Giuseppe II d'Asburgo-Lorena doveva essere uno dei principali luoghi di culto della Nuova Russia ma la guerra russo-turca fece rimandare i lavori. Fa danneggiata da un terremoto nel 1888, chiusa al culto nel 1930 e con la dissoluzione dell'Unione Sovietica del 1991 tornò alla sua funzione originaria.[3]
- Museo storico di Dnipro, fondato nel 1848. All'inizio era situato nel Palazzo Potemkin e durante la guerra di Crimea aveva sede nel ginnasio Katerinoslav.[4]
- Cimitero sovietico.